# Saint-Benoît-sur-Loire
Saint-Benoît-sur-Loire este o comună în departamentul Loiret din centrul Franței. În 1 ianuarie 2022 avea o populație de 1.993 de locuitori.

## Monumente
- Abația Fleury

## Istoric
Abatele Theodulf de Orléans⁠(en)[traduceți], unul din consilierii împăratului Carol cel Mare, fost promotorul Renașterii carolingiene. Tot el a conceput programul artistic al bisericii din localitatea învecinată, Germigny-des-Prés.